# الجمعية الدولية لقياس البرمجيات الشائعة
تعد الجمعية الدولية لقياس البرمجيات الشائعة (بالإنجليزية: COSMIC functional size measurement)‏ طريقة لقياس الحجم الوظيفي القياسي لقطعة من البرمجيات. COSMIC هو اختصار للجمعية الدولية لقياس البرمجيات، وهي منظمة تطوعية طورت الطريقة ولا تزال توسع استخدامها في المزيد من مجالات البرمجيات.

## طريقة
يحدد «دليل القياس» المبادئ والقواعد وعملية قياس الحجم الوظيفي القياسي لقطعة من البرمجيات. الحجم الوظيفي هو مقياس لمقدار الوظائف التي يوفرها البرنامج، وهو مستقل تمامًا عن أي اعتبارات فنية أو تتعلق بالجودة. تم وصف المبادئ العامة للحجم الوظيفي في معيار المنظمة الدولية للمعايير/اللجنة الكهروتقنية الدولية 14143. هذه الطريقة هي أيضًا معيار دولي في حد ذاته. معيار الجمعية الدولية لقياس البرمجيات هو الجيل الأول من تطبيق معيار المنظمة الدولية للمعايير/اللجنة الكهروتقنية الدولية 14143.
- المنظمة الدولية للمعايير/اللجنة الكهروتقنية الدولية 20926 - نقاط دالة لمجموعة مستخدمي نقطة الوظيفة الدولية.
- المنظمة الدولية للمعايير/اللجنة الكهروتقنية الدولية 20968 - نقاط دالة Mk II.
- المنظمة الدولية للمعايير/ اللجنة الكهروتقنية الدولية 24570 - نقاط دالة نسما.
- المنظمة الدولية للمعايير/اللجنة الكهروتقنية الدولية 29881 - نقاط دالة القانون الفيدرالي لإدارة أمن المعلومات لسنة 2002.

تألفت طرق قياس الحجم الوظيفي من الجيل الأول من القواعد التي تستند إلى النتائج التجريبية. يتداخل جزء من المصطلحات التي تتعامل مع المستخدمين والمتطلبات مع المصطلحات المماثلة في هندسة البرمجيات. إنها تعمل جيدًا لنطاقات البرامج التي تم تصميم القواعد من أجلها، ولكن بالنسبة للنطاقات الأخرى، يلزم تعديل القواعد أو توسيعها. العناصر الرئيسية لطريقة قياس الحجم الوظيفي للجيل الثاني هي:
- اعتماد جميع مفاهيم القياس من مقاييس المنظمة الدولية للمعايير.
- وحدة قياس محددة.
- متوافق تمامًا مع المنظمة الدولية للمعايير/اللجنة الكهروتقنية الدولية 14143.
- يفضل أن يكون المجال مستقلاً.

تعتمد الطريقة على المبادئ بدلاً من القواعد التي تكون مستقلة عن المجال. تستند مبادئ الطريقة على مبادئ هندسة البرمجيات الأساسية، والتي تم اختبارها لاحقًا في الممارسة.
يمكن استخدام هذه الطريقة لتحديد حجم البرمجيات التي تهيمن عليها الوظائف للحفاظ على البيانات، بدلاً من البرامج التي تعالج البيانات في الغالب. نتيجة لقياس الحجم، يمكن استخدام الطريقة لتحديد معايير (والتقديرات اللاحقة) فيما يتعلق بالجهد والتكلفة والجودة ومدة عمل البرامج.
يمكن استخدام الطريقة في مجموعة متنوعة من المجالات، مثل تطبيقات الأعمال والبرامج في الوقت الفعلي وتطبيقات الأجهزة المحمولة وبرامج البنية التحتية وأنظمة التشغيل. تقسم الطريقة متطلبات المستخدم الوظيفية للبرنامج إلى مجموعات من أنواع حركات البيانات الأربعة:
- الدخول (E).
- خروج (X).
- قراءة (R).
- اكتب (W).

يوفر عدد النقاط الوظيفية قياس حجم البرنامج، وهو مجموع حركات البيانات لمتطلبات وظيفية معينة. يمكن استخدامه لتقدير (ومعيار) جهد مشروع البرمجيات والتكلفة والمدة والجودة وأعمال الصيانة.
أساس الطريقة هو معيار المنظمة الدولية للمعايير/اللجنة الكهروتقنية الدولية 19761، الذي يحتوي على التعريفات والمبادئ الأساسية الموضحة بمزيد من التفصيل في دليل قياس الجمعية الدولية لقياس البرمجيات.

## قابلية تطبيق طريقة قياس الحجم الوظيفي للجمعية الدولية لقياس البرمجيات الشائعة
بما أن طريقة الجمعية الدولية لقياس البرمجيات الشائعة مبنية على مبادئ عامة، يمكن تطبيق هذه المبادئ في مجالات مختلفة. بالنسبة لعدد من المجالات، تمت كتابة إرشادات لمساعدة القياسات على تطبيق طريقة الجمعية الدولية لقياس البرمجيات الشائعة في مجالهم:
- البرمجيات في الوقت الفعلي "تتحكم البرمجيات في الوقت الفعلي" في بيئة من خلال تلقي البيانات ومعالجتها وإرجاع النتائج بسرعة كافية للتأثير على البيئة في ذلك الوقت ".[11] يصف الدليل كيفية استخدام المبادئ العامة في هذه البيئة.[12]
- البنية الخدمية (SOA) هي بنية برمجية حيث يتم تقديم الخدمات إلى المكونات الأخرى من خلال مكونات التطبيق، من خلال بروتوكول اتصال عبر شبكة. الخدمة عبارة عن وحدة منفصلة من الوظائف يمكن الوصول إليها عن بُعد والتصرف بناءً عليها وتحديثها بشكل مستقل، مثل استرداد كشف حساب بطاقة الائتمان عبر الإنترنت. يصف الدليل كيفية قياس الحجم الوظيفي للمكونات المميزة.[13]
- مستودع البيانات والبيانات الضخمة هو حقل يعالج طرق التحليل، أو استخراج المعلومات بشكل منهجي، أو التعامل مع مجموعات البيانات الكبيرة جدًا أو المعقدة بحيث لا يمكن التعامل معها بواسطة برامج تطبيقات معالجة البيانات التقليدية. يصف الدليل كيفية تحويل المبادئ في هذا المجال إلى حجم وظيفي.[14]
- البرمجيات التطبيقية هذا برنامج مصمم لأداء مجموعة من الوظائف أو المهام أو الأنشطة المنسقة لصالح المستخدم. تشمل الأمثلة على التطبيق معالج النصوص أو جدول البيانات أو تطبيق المحاسبة أو متصفح الويب أو عميل البريد الإلكتروني أو مشغل الوسائط أو عارض الملفات أو جهاز محاكاة الطيران أو محرر الصور. يتناقض برنامج تطبيقات الأعمال مع برنامج النظام، الذي يشارك بشكل أساسي في تشغيل الحاسوب. يصف الدليل كيفية التعامل مع الميزات الخاصة بالتطبيق، مثل تخزين البيانات واسترجاعها.[15]

لشرح استخدام الطريقة تم تطوير عدد من دراسات الحالة. هذه الطريقة ذات صلاحية خاصة في تقدير تكلفة تعهدات البرمجيات.

## المنظمة وراء الأسلوب
بدأت منظمة الجمعية الدولية لقياس البرمجيات الشائعة عملها في عام 1998. من الناحية القانونية الجمعية الدولية لقياس البرمجيات الشائعة هي مؤسسة غير ربحية بموجب القانون الكندي. نمت المنظمة بشكل غير رسمي إلى مجتمع عالمي من المهنيين. الجمعية الدولية لقياس البرمجيات الشائعة هي منظمة مفتوحة وديمقراطية. تعتمد المنظمة وستستمر في الاعتماد على جهود غير مدفوعة من قبل المتطوعين، الذين يعملون على مختلف جوانب الطريقة، بناءً على اهتماماتهم المهنية. تألفت طرق قياس الحجم الوظيفي من الجيل الأول من القواعد التي تستند إلى النتائج التجريبية. البعض يحدد المصطلحات الخاصة به، والتي قد تتداخل مع المصطلحات الأخرى في هندسة البرمجيات. إنها تعمل جيدًا لنطاقات البرامج التي تم تصميم القواعد من أجلها، ولكن بالنسبة للنطاقات الأخرى، يلزم تعديل القواعد أو توسيعها. العناصر الرئيسية لطريقة قياس الحجم الوظيفي للجيل الثاني هي:
- اعتماد جميع مفاهيم القياس من مقاييس المنظمة الدولية للمعايير.
- وحدة قياس محددة.
- متوافق تمامًا مع المنظمة الدولية للمعايير/اللجنة الكهروتقنية الدولية 14143.
- يفضل أن يكون المجال مستقلاً.

تعتمد الطريقة على المبادئ والقواعد التي تكون مستقلة عن المجال. تستند مبادئ الطريقة على مبادئ هندسة البرمجيات الأساسية، والتي تم اختبارها لاحقًا في الممارسة.

## روابط خارجية
- موقع الجمعية الدولية لقياس البرمجيات الشائعة نسخة من المجال العام من دليل قياس الجمعية الدولية لقياس البرمجيات الشائعة والتقارير الفنية الأخرى.
- منشورات الجمعية الدولية لقياس البرمجيات الشائعة منشورات المجال العام لطريقة الجمعية الدولية لقياس البرمجيات الشائعة.